# インターネットバンキング

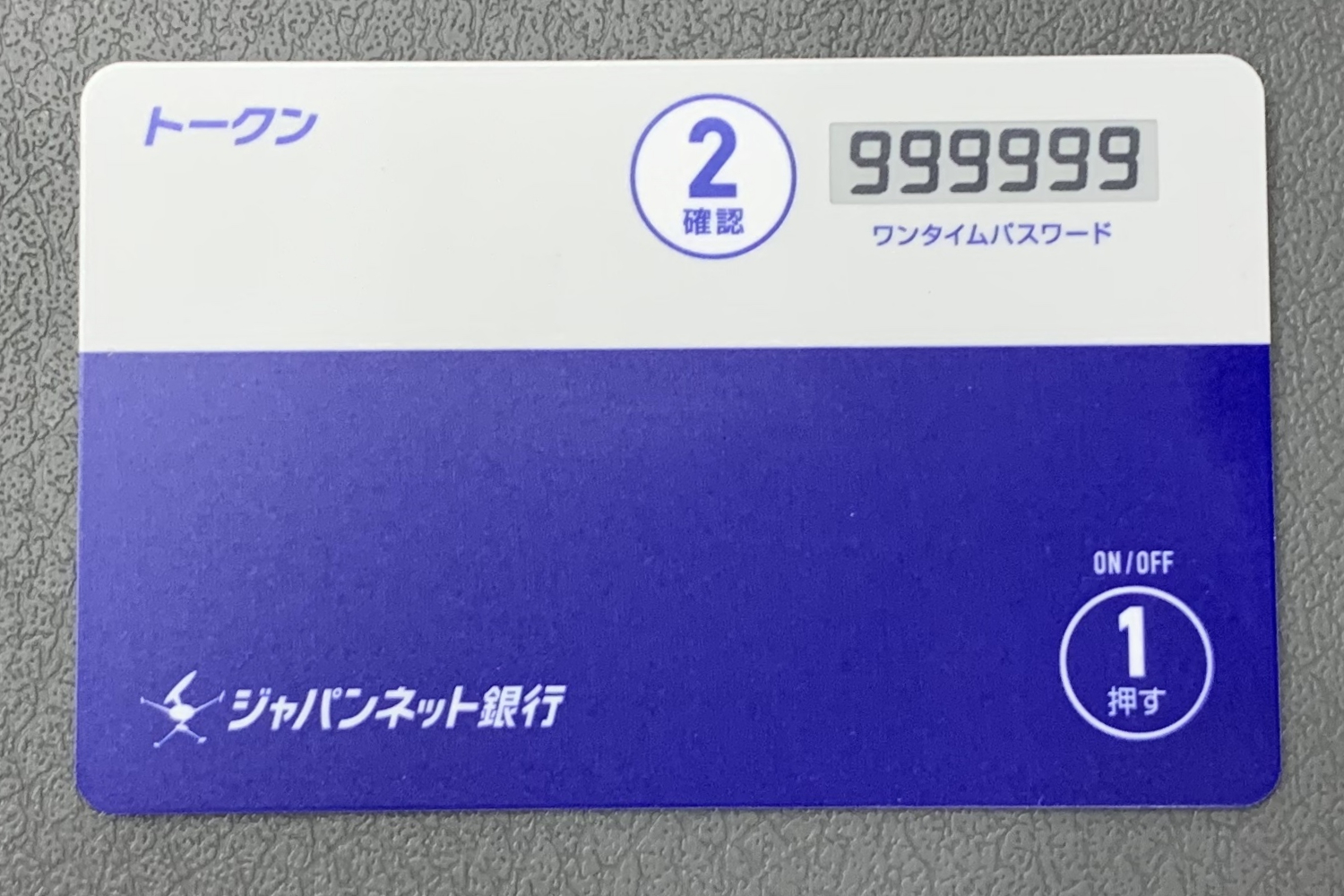
インターネットバンキングの取引で利用されるカード型トークン。

インターネットバンキングまたはオンラインバンキングは、インターネットを介した銀行（類）の取引サービスのことである。インターネット閲覧端末（ウェブブラウザ）で利用する。

## 概要
一般的に「インターネットバンキング」「ネットバンキング」や「オンラインバンキング」と呼ばれているのは、インターネットを介した銀行取引（銀行に類する金融機関も含む）サービスのことである。
インターネットは情報を瞬時に相互に伝達し、詳細に閲覧できる性質を持ち、金融取引との親和性は高い。このような特性から、インターネットを介した銀行取引の提供は、ネットショッピングなどの他のインターネットによる通信販売と比較して早い時期に利用が拡がり始めた。また、現金の取扱いに既存の金融機関のATM店舗網を提携利用できることに着目して、インターネットから利用する仮想店舗を設け、自社による実店舗（窓口やATM）の営業を前提としない新たな形態の銀行が営業を始めている。
利用者側には、銀行の窓口やATMでの取引は、その場所に規定の時間帯に出向かなければならないが、それらと比較して自宅で利用できることや土日休日や夜間早朝でも利用できることなどのメリットがある。
銀行側には、顧客サービスコストが軽減できるなどのメリットがある。口座の入出金を顧客自身の使用する端末上で確認できるので、冊子式通帳を発行しない口座も各銀行で導入されている。通帳の省略は銀行における口座維持費用の低減につながり、普及推進のため様々な優遇措置が提供されている。
ネットバンキングはPCのブラウザを使うものが主流であるが、携帯電話のインターネット閲覧機能を利用した銀行取引サービスであるモバイルバンキング (mobile banking) もある。これも広義のインターネットバンキングにあたる。スマートフォンでのインターネットバンキングは、携帯電話向けの契約ではなくパソコン向けの契約で利用可能とする形態が見られる。いわゆるガラホの場合は、基本はスマートフォン向けのシステムで利用する形となるが、採用パッケージによっては、スマートフォン利用時に、ワンタイムパスワードのソフトウェアトークンのアプリをインストールすることを必須としているケースもあり、基本的にスマートフォンのアプリをインストールできないガラホでは使用できない為、提供に課題を残した状態となっている（ゆうちょ銀行のような、ハードウェアトークンによるワンタイムパスワードを必須としているケースでは、この問題は起こらないが、利用頻度の高い場合は、常にハードウェアトークンも持ち歩かねばならないという問題もある）。
ブラウザの種類で使える場合と使えない場合がある。
インターネットバンキングを標的とした不正送金などのサイバー犯罪が問題となっている（#犯罪被害と対策を参照）。

## システムの普及

### アメリカ合衆国
米国では決済手段として小切手が普及しており、銀行業務を悩ませていた膨大な小切手決済業務の代替としてインターネットバンキングが普及した。
1995年、ウェルス・ファーゴがインターネット上での預金サービスを導入。また、1995年には世界初のインターネット専門銀行であるセキュリティ・ファースト・ネットワーク銀行（SFNB）も誕生している。

### イギリス
イギリスでは1996年にプレデンシャル保険が銀行子会社としてプルデンシャル・バンキングを設立し、1998年からインターネットバンキングEggのサービスを開始した。また、1999年には欧州初のインターネット専門銀行First-eが設立された。

### 日本
日本では内国為替で特に充実した機能をもつATMが普及しておりインターネットバンキングの普及は見込めないのではないかという指摘もあった。
個人向けは全都市銀行と全地方銀行、全第二地方銀行と多くの信用金庫で行われている。もっぱらインターネットバンキングのサービスを提供し、原則として支店を持たない銀行もある（#インターネットバンキングを専業とする銀行を参照）。
一部の地方銀行・第二地方銀行は、コンビニATMと組み合わせることで、地盤となる実店舗設置地域のみならず全国に向けたサービスを展開している。
2002年ごろからは法人向けのインターネットバンキングを提供する銀行が現れた。通常の機能に加え、総合振込などのデータ転送、外国為替取引などの機能が加わっている。

## 提供サービス

### 主なサービス
多くの金融機関においてインターネットバンキングで提供されている中核的サービスは以下のものである。
- 残高照会
- 口座の入出金明細の表示
- 振込み・振替

このうち振込みは、店頭やATMといった実店舗取引からの移行（混雑の緩和、処理集中の分散、業務の省力化）を促進するため、実店舗利用の場合（銀行によっては、ATM利用時を含む）に比べて手数料が割安に設定されている場合が多い。

### 付加サービス
以下のサービスが付加的に行われている場合もある。
- 金融商品（定期預金、外貨預金、投資信託等）の申し込み・売買。
- ローン申し込み。
- 宝くじの購入。
- 公共料金口座振替の申し込み。
- ペイジー (Pay-easy)。

## 犯罪被害と対策

### 事例と対策
インターネットバンキングを標的としたネット犯罪としては、キーロガーやスパイウェアを仕込まれたり、フィッシング詐欺に遭ってパスワードなどを盗まれ、いつのまにか自分の口座から送金されお金を失ってしまうなどということが起きうる。

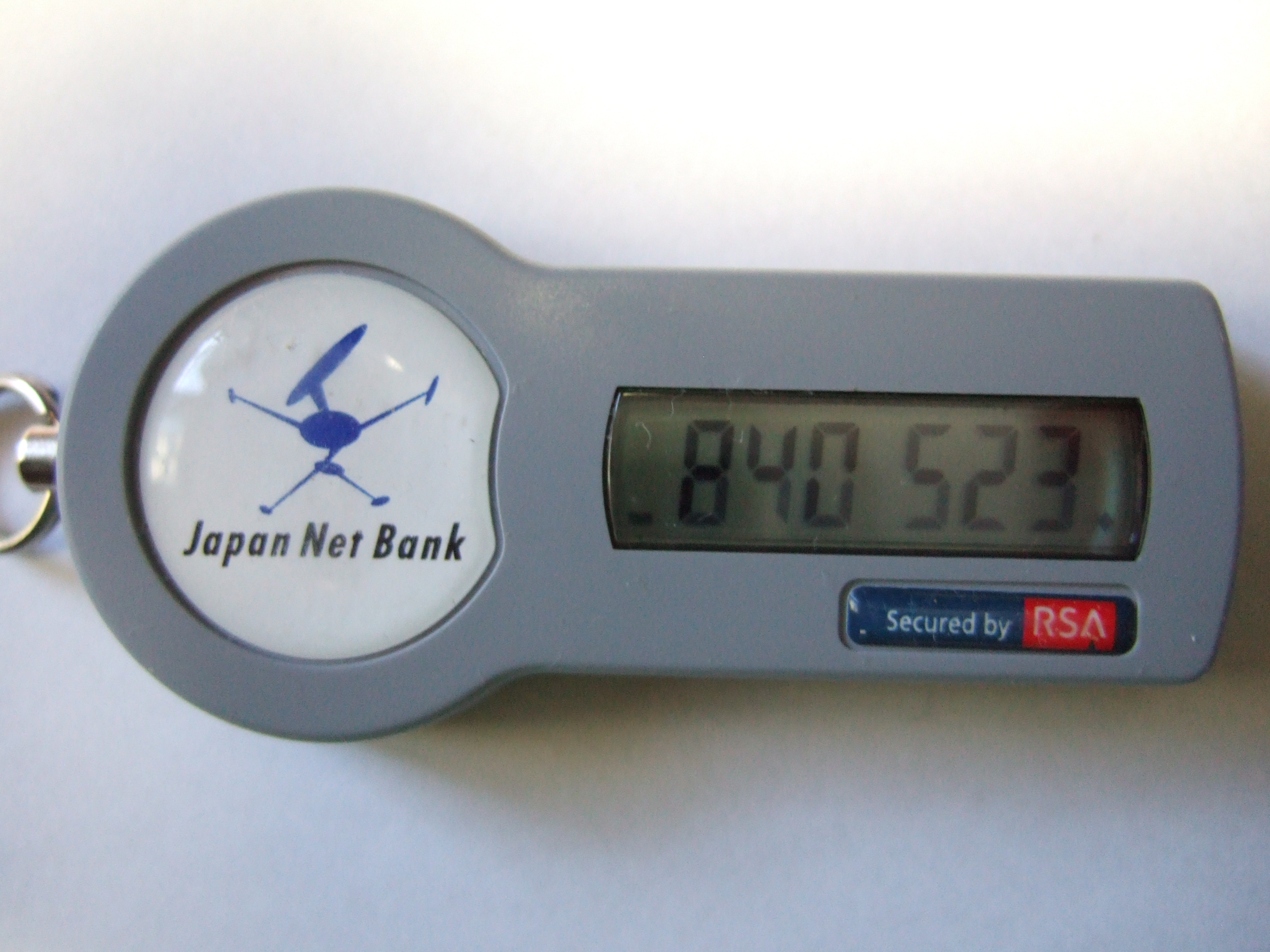
ジャパンネット銀行（現PayPay銀行）のOTP (ワンタイムパスワード)生成機（トークン）

以下に各銀行が講じている対策のうち主だったものをあげる。
- TLSによる通信の暗号化
- PIN
- ログインパスワード
- 乱数表
- ワンタイムパスワード (OTP)
- ソフトウェアキーボード - キーロガーに対処
- フィッシング対策ソフトの提供
- 一定時間経過による自動ログアウト
- 取引上限額の設定
- 接続端末の制限 - IPアドレスやフィンガープリントによる接続制限

ユーザー側の注意点
- フィッシングサイト対策でのURLの文字・ドメイン名の確認（例：https://ja.wikipedia.org の部分を、インターネットブラウザで確認する）

### 日本での対策

#### 全国銀行協会の取り組み
2006年施行の預金者保護法において、ネットバンキングは保護の対象外となっていた。
2005年度には49件だったネットバンキングにおける預金の不正払い戻しは2007年度には233件、被害総額は1億9千万円を超えるなど大幅な増加傾向を示したため、2008年2月、全国銀行協会はネットバンキングについても、預金者に過失がない場合は全額補償するという方針を打ち出した。各銀行はさらに強固なセキュリティ対策と顧客への啓蒙を進め、2009年までの数年間には58件に減少するなど改善傾向が見られた。
2013年頃から、コンピューターウイルスやワームなどを送り込まれてパスワードを盗まれ不正送金される事件が再び増加している。2013年の1年間で、日本でのネットバンキング不正送金の被害総額は約14億円である。個人だけでなく、法人の口座も狙われている。手口が非常に巧妙化していて、注意しているユーザでも被害に遭うようになっている。インターネットセキュリティ会社では、2014年も増えつづけることになると予測している。
警察庁によると、2023年のインターネットバンキングの口座から預金が不正に送金された被害は前年の4.9倍の5578件、被害額は5.7倍の87億3千万円で、いずれも過去最多だった。

#### 法人口座
被害が補償されることがあるのは個人のみで、法人の場合は補償されなかった。そのため、法人がインターネットバンキングを利用するのはリスクが高かったが、2014年7月17日、全銀協は法人口座の不正送金被害に対する補償の指針を発表、一定の条件を満たした法人には補償が行われるようになっている。

## 様々なシステムと開発業者
AnserParaSOL
NTTデータが提供する個人向けインターネットバンキング機能の提供サービス「ANSER-WEB®（アカウントアクセス）」、および個人向けインターネット投資信託機能の提供サービス「Fundcafé®」を統合し、全面的にリニューアルしたサービス。従来のANSER採用行は、ParaSOLへ順次移行しているが、2014年5月時点で完了はしていない。
eMuSC
日本アイ・ビー・エムが運営している、インターネットバンキングサービスとテレフォンバンキングサービスを提供する、チャネル共同センターの総称。
FINEMAX
日立製作所開発による個人向けネットバンキング、法人向けネットバンキング、マルチペイメント接続サービスからなるインターネットバンキング共同センタサービス。
bankstage
富士通開発によるインターネットバンキングシステム。
IB-CHANNEL
日本電気開発によるインターネットバンキングシステム
採用行では、会員カードに書かれた乱数表を使用したワンタイムパスワードを使用する金融機関が多くみられる。
Value Direct
野村総合研究所開発によるインターネットバンキングシステム。
独自システム
メガバンクやネット銀行を中心に、一部の地方銀行・第二地方銀行や信託銀行やゆうちょ銀行で採用されている。
その他
しんきんインターネットバンキングシステム - 一部を除く信用金庫。